# Module simple
 (septembre 2023).
Si vous disposez d'ouvrages ou d'articles de référence ou si vous connaissez des sites web de qualité traitant du thème abordé ici, merci de compléter l'article en donnant les références utiles à sa vérifiabilité et en les liant à la section « Notes et références ».
Un module M sur un anneau A est dit simple ou irréductible si M n'est pas le module nul et il n'existe pas de sous-modules de M en dehors de {0} et M.

## Exemples
- Les ℤ-modules simples sont les groupes abéliens simples, c'est-à-dire les groupes cycliques d'ordre premier.
- Les espaces vectoriels simples (sur un corps non nécessairement commutatif) sont les droites vectorielles.
- Étant donné un anneau A et I un idéal à gauche non nul de A, I est un A-module simple si et seulement si I est un idéal minimal à gauche.

## Structure des modules simples
Soient A un anneau unitaire et M un A-module simple. 
- Alors M est un A-module monogène, engendré par n'importe quel élément non nul x de M. En effet, Ax est un sous-module non nul de M, donc c'est M. La réciproque est fausse, par exemple le ℤ-module ℤ est monogène (engendré par 1) mais pas simple.
- Soit x un élément non nul M. Alors l'ensemble des éléments a de A tels que ax = 0 est un idéal à gauche maximal I de A, et l'application a↦ax de A dans M est A-linéaire, et par passage au quotient, définit un isomorphisme de A-modules de A/I sur M.
- Réciproquement, pour tout idéal à gauche J de A, pour que le A-module A/J soit simple, il faut et il suffit que J soit un élément maximal de l'ensemble des idéaux à gauche de A différent de A.

## Propriétés
- Les modules simples sont les modules de longueur 1.
- Un module simple est un module indécomposable, c'est-à-dire qu'il n'est pas isomorphe à une somme directe de deux modules non nuls. La réciproque est fausse : par exemple, les ℤ-modules de type fini indécomposables sont ℤ et les groupes cycliques d'ordre pn avec p premier et n > 0.
- Contrairement à ce qui se passe pour des espaces vectoriels, un module non nul peut ne pas posséder de sous-module simple. Par exemple, tous les sous-modules non nuls de ℤ sont isomorphes à ℤ donc non simples.

## Lemme de Schur
Soient A un anneau, M et N des A-modules et f une application A-linéaire de M dans N. Si M est simple, alors f est soit nulle, soit injective (en effet, le noyau de f est un sous-module de M, donc {0} ou M). Si N est simple, alors f est soit surjective, soit nulle (en effet, l'image de f est un sous module de N, donc {0} ou N). 
Si un A-module est simple alors l'anneau de ses endomorphismes est un corps, mais la réciproque est fausse : le ℤ-module ℚ n'est pas simple, et pourtant tout endomorphisme non nul du groupe abélien ℚ est inversible.
Soient K un corps algébriquement clos, A une K-algèbre de dimension finie non nulle et M un A-module simple. Alors l'anneau des endomorphismes de A-module de M est canoniquement isomorphe à K.